# 伊吹聰太朗
伊吹 聰太朗（いぶき そうたろう、1928年12月5日 - 1998年8月5日）は、東京都新宿区生まれ、北海道夕張市育ちの俳優。本名は、羽島 真佐典（はじま まさのり）。別芸名は伊吹 聡太朗・伊吹 総太朗・伊吹 聡吾朗。他に伊吹 聡太郎・伊吹 総太郎・伊吹 聰太郎・伊吹總太朗などの別表記あり。

## 来歴・人物
北海道立夕張高等学校卒。
劇団新国劇の島田正吾に師事し同劇団に入団。俳優・殺陣師として37年間在籍。後に松竹新喜劇に7年在籍の後、フリーとなる。時代劇では得意の居合いを生かし、凄腕の剣客・刺客・悪徳商人などの役を数多く演じた。1998年8月5日、肝臓癌により死去。69歳没。
俳優・殺陣師の伊吹謙太朗（いぶき けんたろう、1960年11月22日〜）は長男。

## 出演作品

### テレビドラマ
- 大河ドラマ（NHK）
  - 赤穂浪士（1964年） - 千馬三郎兵衛
  - 樅ノ木は残った（1970年） - 石川兵庫介
  - 勝海舟（1974年） - 河上彦斎
  - 元禄太平記（1975年） - 赤穂浪士
- 日産スター劇場 / おいろけ説法（1964年、NTV）
- 剣 第29話「慶安太平記異聞」（1967年、NTV / C.A.L）
- 日本剣客伝 第8話「高柳又四郎」（1968年、NET）
- 花のお江戸のすごい奴 第6話「惡党の条件」（1969年、CX / 東映 / 新国劇） - 松右衛門
- 雪之丞変化 （1970年、CX / 松竹）　※丸山明宏版
- 新三匹の侍 第4話「血しぶき賽の河原」 （1970年、CX / 松竹） - 鷲尾玄蕃
- 日本怪談劇場 第5話「怪談・皿屋敷」（1970年、12CH） - 殺陣担当
- 水戸黄門（TBS / C.A.L）
  - 第2部 第22話「怒れ!格さん -垂井-」（1971年2月15日） - 左利きの浪人
  - 第4部 第2話「天狗馬鹿 -忍-」（1973年1月29日） - 浪人　
  - 第5部
    - 第5話「苦難を越えて -松本-」（1974年4月29日） - 小田切主馬
    - 第15話「黄門さまの鬼退治 -岡山-」（1974年7月8日） - 溝呂木主水

  - 第7部 第3話「人情喧嘩まんじゅう -仙台-」（1976年6月7日） - 脇田段四郎
  - 第14部 - 浄法寺隼人
    - 第1話「水戸黄門 -水戸・江戸-」（1983年10月31日）
    - 第7話「無法裁いた孤独の十手 -花巻-」（1983年12月12日）
    - 第8話「陰謀砕いた薪能 -盛岡-」（1983年12月19日）

  - 第16部 第18話「悪が群がる隠し銀山 -大森-」（1986年8月25日） - 荒井伝十郎
  - 第18部 第31話「邪剣砕いた献上刀 -鎌倉-」（1989年4月17日） - 崎山
  - 第19部 第16話「鬼が巣喰う金の山 -佐渡-」（1990年1月15日） - 今橋
  - 第20部
    - 第6話「夢を叶えた夫婦花火 -吉田-」（1990年12月3日） - 浜口陣五郎
    - 第34話「天誅! 謎の虚無僧 -富山-」（1991年7月1日） - 熊切玄蕃

  - 第21部 第11話「姫君替玉大作戦 -阿蘇-」（1992年6月15日） - 鬼塚玄蕃
  - 第23部
    - 第25話「怨念! 化け猫騒動 -佐賀-」（1995年1月30日） - 坂田伝蔵
    - 第38話「悪が群がる御用金 -甲府-」（1995年5月1日） - 板垣源十郎

  - 第24部 第3話「恋しい人は凶状持ち -駿府-」（1995年10月2日） - 檜垣伝九郎
  - 第25部 第28話「八が恋した美人妻 -新潟-」（1997年7月7日） - 油屋
- 柳生十兵衛 第21話「おしかけ花嫁」（1971年、CX / 東映） - 山本無辺斉　※山口崇版
- 大江戸捜査網（12CH /日活(第1シリーズ，第2シリーズ)， 三船プロ(第3シリーズ)）
  - 第27話「一獲千金地獄の待伏せ!」（1971年） -  甲州屋岩蔵
  - 第36話「消えた十手」（1971年）- 浪人
  - 第41話「帰ってきた花嫁」（1971年） - 薩摩隠密党党領松倉新兵衛
  - 第70話「女隠密故郷へ帰る」（1972年） - 代官
  - 第81話「賭場荒し」（1972年）- 用心棒
  - 第134話「夢に賭けた大泥棒」（1974年） - 山脇一心
  - 第144話「白頭巾参上 悪を斬る!」（1974年） - (白頭巾)日景主膳
  - 第180話「過去の恐怖を追え!」（1975年） - 水谷采女
  - 第220話「御用船大爆破」（1975年） - 濱崎藩士・植木
  - 第235話「恐怖の町人斬り」（1976年） - 海老沢
  - 第247話「血塗られた兄弟の契り」（1976年） - 筆頭与力・葛木
  - 第260話「理由なき殺人」（1976年） - 北村半蔵
- 大岡越前 （TBS / C.A.L）
  - 第2部 第11話「騒乱」（1971年7月26日） - 村田
  - 第7部 第4話「義賊あざみ小僧」（1983年5月16日） - 偽あざみ一味・十兵衛
  - 第8部 最終話「将軍救った美女軍団」（1985年1月21日） - 古場伝内
  - 第12部 第1話「大岡越前」（1991年10月14日） - 江州屋の配下・尾賀双十郎
- 天下御免（1971年 - 1972年、NHK）
- おらんだ左近事件帖 第13話「町に出た姫君」（1972年、CX / 東宝） - 陣野弥十郎
- 忍法かげろう斬り 第13話「鷹・危機一髪!」（1972年、KTV / 東映）
- 隼人が来る 第8話「帰って来た無法者」（1972年、CX / 東映） - 拳銃使いの浪人・軍十郎
- ロボット刑事 第1話「バドーの殺人セールスマン」・第2話「目撃者はゼロ」（1973年、CX / 東映）
- 子連れ狼 第1部 第3話「鳥に翼 獣に牙」（1973年、NTV / ユニオン映画）- 柵左近　※萬屋錦之介版
- 木曽街道いそぎ旅（CX / C.A.L）
  - 第10話「御嶽宿に嫁いだ女」（1973年）
  - 第16話「耳切り峠で出逢った女」（1973年） - 耳切りの初五郎
- 剣客商売 第13話「鬼熊酒屋」（1973年、CX / 東宝） ※ノンクレジット出演
- 旅人異三郎 第15話「親子の愛が墓標に甦った」（1973年、12CH / 三船プロ） - 鮟鱇安
- 江戸を斬る（TBS / C.A.L）
  - 江戸を斬る 梓右近隠密帳 第1-2、6-7、10-12、14-15、19、22、24-最終話（1973年 - 1974年） - 林戸右衛門
  - 江戸を斬るII 第1、6、10、27、28話（1975年-1976年） - 鳥居耀蔵一派の用心棒・鬼頭正眼
  - 江戸を斬るIII 第21話「狙われた女」（1977年） - 工藤半九郎
  - 江戸を斬るVII
    - 第1話・第2話「桜吹雪が悪を裁つ」（1987年） - 鬼頭鉄心
    - 第25話「願い叶えた千両富」（1987年） - 浅川一心
- 唖侍鬼一法眼 第4話「六道地獄橋」（1973年、NTV / 勝プロダクション）
- 風の中のあいつ 第18話「無用!! 渡世に女の情け」（1974年、TBS / 渡辺企画）
- 八州犯科帳 第2話「朝霧に消えた女」（1974年、CX / C.A.L） - 座間平九郎
- 右門捕物帖 （NET / 東映）
  - 第20話「色地獄」（1974年）
  - 第51話「雪の宿」（1975年)
- 幡随院長兵衛お待ちなせえ 第22話「狙われた祝言」（1974年、MBS / 東宝）
- 荒野の素浪人 第2シリーズ 第39話「さらば九十郎」（1974年、NET / 三船プロ） - 斉木玄斉
- 徳川三国志 第9話「千姫と彦左と太助」（1975年、NET / 東映） - 岡島八十八
- 遠山の金さんシリーズ（NET・ANB / 東映）
  - 遠山の金さん（NET）　※杉良太郎版
    - 第1シリーズ 第13話「沈み金の謎を追え!!」（1975年） - 相模屋徳兵衛
    - 第1シリーズ 第57話「ギヤマン飾りの女」（1976年）
    - 第1シリーズ 第70話「帰って来た男」（1977年）- 野仏の権次
    - 第1シリーズ 第86話「逆恨み」（1977年）- 水戸浪人 谷口仙之助

  - 名奉行 遠山の金さん（ANB）　※松方弘樹版
    - 第4シリーズ 第2話「金さんの隠し子!?」（1991年） - 弥吉
    - 第4シリーズ 第7話「狙われた生き証人」（1992年） - 橘屋
    - 第4シリーズ 第20話「妻を売った武士」（1992年） - 寅次
    - 第5シリーズ 第9話「花嫁に化けた女目明し」（1993年） - 鮫州の政五郎
    - 第6シリーズ 第21話「情けが仇の美人局」（1994年） - 大黒屋松蔵
    - 第7シリーズ 第8話「献残屋の秘密 一度死んだ女」（1995年） - 片山彦十郎

  - 金さんVS女ねずみ 第17話「美しい娘白浪の涙」（1998年） - 友蔵
- 夫婦旅日記 さらば浪人 第22話「灯籠流しの女」（1976年、CX / 勝プロダクション）
- 人魚亭異聞 無法街の素浪人 第17話「狼たちの挽歌」（1976年、NET / 三船プロ）
- 明治の群像 海に火輪を 第8話「星亨」（1976年、NHK） - 伊庭想太郎
- 同心暁蘭之介 第36話「殺しの影」（1982年、CX / 杉友プロダクション）
- 時代劇スペシャル / 道場破り 逃避行を追う刺客の陰謀と罠（1982年、CX / 松竹） - 滝口源太左衛門
- 新五捕物帳 第192話「熱血一途の男」（1982年、NTV / ユニオン映画）
- 右門捕物帖 第2シリーズ 第8話「高嶺の花おいらん騒動」（1983年、NTV / ユニオン映画）　※杉良太郎版
- 土曜ワイド劇場 / 大豪邸に残された嫁姑 銀座うしの時参り殺人 屋根の上を走るネグリジェ女（1984年、ABC / 東通企画）
- 宮本武蔵（1984年 - 1985年、NHK） - 井戸亀右衛門
- 暴れん坊将軍（ANB）
  - 暴れん坊将軍III
    - 第3話「これぞ庶民の目安箱」（1988年） - 望月十三郎
    - 第24話「思わぬ遺産の目安箱」（1988年） - 盗賊・蝮の弥平
    - 第43話「悲願成就、半次郎のいのち」（1988年） - 秋田屋市兵衛
    - 第58話「白狐が泣いた夫婦唄!」（1989年） - 大滝豊後守
    - 第75話「痛快! 天下を正す目安箱」（1989年） - 遠藤肥前守
    - 第113話「誇り高き父!」（1990年） - 西海屋伝右衛門

  - 暴れん坊将軍IV
    - 第6話「天晴れ! 孝行息子に名裁き」（1991年） - 大黒屋五兵衛
    - 第20話「愛しき炎の剣!」（1991年） - 柳生兵庫
    - 第59話「炎上! 銃口に立つ大岡越前!」（1992年） - 伊勢屋
    - 第71話「謎! 流人船、いずこへ」（1992年） - 安房勝山の地廻り・勝山の乙五郎

  - 暴れん坊将軍V 第12話「二人妻の用心棒」（1993年） - 浜口屋勘兵衛
  - 暴れん坊将軍VI
    - 第17話「人参に咲いた花祝言」（1995年） - 長崎屋源左衛門
    - 第43話「八丁堀情話 悪名の女!」（1995年） - 苫屋吾兵衛

  - 暴れん坊将軍VII 第9話「吉宗よ、誰が為に泣く」（1996年） - 木曽屋宗兵衛
- ゴリラ・警視庁捜査第8班 第11話「兄妹の叫び」（1989年、ANB / 石原プロ）
- 長七郎江戸日記 第2シリーズ 第68話「最後の挑戦 さらば長七郎」（1989年、NTV / ユニオン映画） - 野々村　※スペシャル版
- 幕府お耳役檜十三郎 第5話「五万石争奪!踊る密書」（1991年、TX / 松竹）
- 将軍家光忍び旅 第13話「決闘! 子の刻参上」（1991年、ANB / 東映） - 楠十郎左衛門
- 将軍家光忍び旅II 第8話「鬼の涙か? 木曽福島に光る水晶」（1992年、ANB / 東映） - 黒坂郡太夫
- 鬼平犯科帳 第3シリーズ 第13話「尻毛の長右衛門」（1992年、CX / 松竹） - 藤坂の重兵衛
- 金曜時代劇 / 十時半睡事件帖 第21話「島定番」（1995年、NHK） - 島長・伝兵衛
- 水戸黄門外伝 かげろう忍法帖 第8話「底無し沼に陥ちた悪」（1995年、TBS / C.A.L） - 亀甲斉
- 月曜ドラマスペシャル / 一色京太郎事件ノート（7）「京都花づくし殺人事件」（1998年、TBS / オフィス・ヘンミ） - 葛城哲之介

### 映画
- 遠い一つの道（1960年、東宝） - 舶来洋品店店員・正村
- 人斬り（1969年、大映） - 本間精一郎
- 関東義兄弟（1970年、日活） - 代貸・勘吉
- 十手舞（1986年、松竹） - 浜田藩士

### 舞台
- 宮本武蔵 千年杉の巻・般若野の巻（1956年、明治座） - 辻風典馬の手下 / 吉岡道場の門弟
- 歌行燈（1961年、梅田コマスタジアム） - 鉄砲松
- 宮本武蔵 三十三間堂の決闘（1964年、諏訪北沢会館） - 原田判平
- 新国劇公演 / 日本のいちばん長い日（1968年、新宿コマ劇場） - 芳賀大佐
- 新国劇公演 / 人生劇場 残侠篇（1970年、新橋演舞場） - おいてけ堀の熊
- 宮本武蔵 青雲死闘篇・龍虎血闘篇（1971年、新橋演舞場） - 大田黒兵助 / 野洲川安兵衛
- 孤愁の岸（1983年、帝国劇場） - 渡辺勘左衛門
- 八代亜紀特別公演 / 火の国 疾風おんな節（1985年、新宿コマ劇場） - 稲田竜吉
- 孤愁の岸（1985年、帝国劇場・御園座） - 青木治郎九郎
- 天保ねずみ伝 鼠小僧と呼ばれた男（1994年、明治座）
- 松平健特別公演 吉原御免状 / 暴れん坊将軍 二人吉宗（1996年、明治座）
- 松平健特別公演 吉宗評判記 暴れん坊将軍 吉宗の恋（1998年、明治座）